# Cochlespira
Genre
Synonymes
- †Coronasyrinx Powell, 1944
- Pagodasyrinx Shuto, 1969
- Surcula (Cochlespira)
- Tahusyrinx Powell, 1942

Cochlespira est un genre de mollusques gastéropodes marins de l'ordre des Neogastropoda et de la famille des Cochlespiridae.

## Espèces
Selon World Register of Marine Species (27 septembre 2019) :
- Cochlespira beuteli Powell, 1969
- Cochlespira bevdeynzerae Garcia, 2010
- Cochlespira cavalier Garcia, 2010
- Cochlespira cedonulli (Reeve, 1843)
- Cochlespira crispulata (Martens, 1901)
- Cochlespira elegans (Dall, 1881)
- Cochlespira elongata Simone, 1999
- Cochlespira kuroharai (Kuroda, 1959)
- Cochlespira laurettamarrae Garcia, 2010
- Cochlespira leeana Garcia, 2010
- Cochlespira pulchella (Schepman, 1913)
- Cochlespira pulcherrissima (Kira, 1955)
- Cochlespira radiata (Dall, 1889)
- Cochlespira simillima Powell, 1969
- Cochlespira travancorica (E. A. Smith, 1896)
- Cochlespira zanzibarica Sysoev, 1996

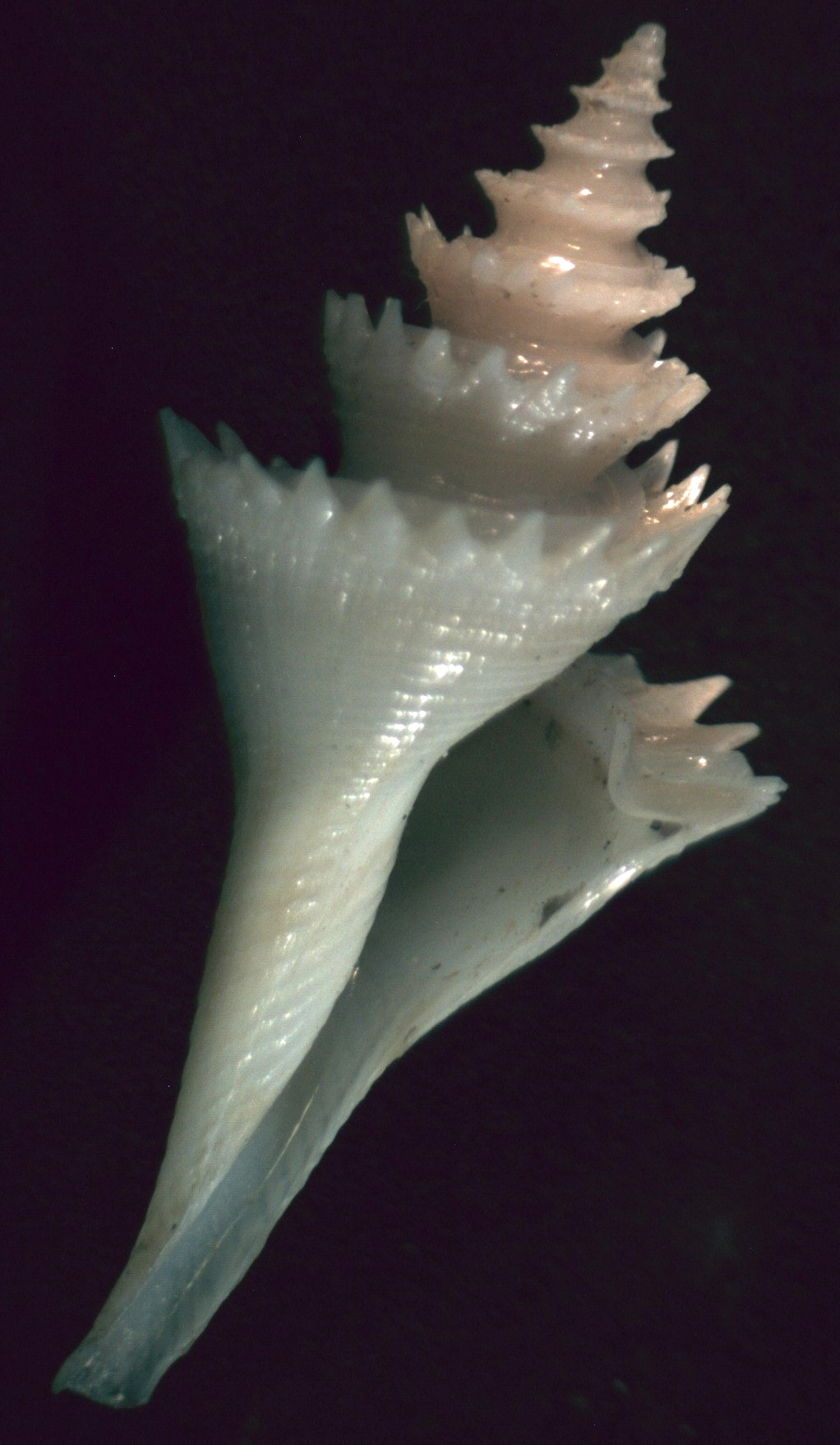
Cochlespira radiata